# Городок (Бахмацький район)
Городок (до 1944 — історичне німецьке село) – зняте з обліку село в Чернігівській області, Бахмацькому районі. З 1944 року знаходилося у складі Дмитрівського району, а після 1954 року входило до складу Рубанської сільської ради з центром у селі Рубанка.

## Географія
Село Городок знаходилося на півдні Бахмацького району біля витоків р. Остер за 6 км на північ від села Рубанка. Відстань до районного центру 21 км, до залізничної станції Григорівка – 6 км. Середня висота над рівнем моря – 135 м.

## Історія
Село засноване в 1766 році як німецька колонія Городок (нім. Gorodok), первісна назва Катеринополь. Поселенці були лютеранами, вони переселилися з Гессена, а також із Саксонії, Ганновера і Прусії. Планувалося, що колонія стане ремісничим центром по обслуговуванню інших німецьких колоній, селили там ремісників, у тому числі й католиків, які пізніше переселилися до католицьких сіл Великий Вердер і Малий Вердер. Орних земель виділили менше, ніж в інших колоніях, а вироби ремісників не мали попиту, тому Городок був найбіднішим німецьким поселенням Біловежських колоній.
В 1795 році в колонії мешкало 95 жителів.
1859 року в німецькій колонії Городок Кальчинівської волості Борзнянського повіту Чернігівської губернії мешкало 328 осіб (150 осіб чоловічої статі та 178 — жіночої), налічувалось 37 дворів.
В 1878 році в селі сталася велика пожежа, частина жителів виїхала в Ставропольську губернію, заснувавши там разом з переселенцями з Бессарабії село Кроненталь (Німецько-Хагінське).
За переписом 1897 року в бувшій німецькій колонії Городок мешкало 673 особи (347 осіб чоловічої статі та 326 — жіночої), з них  575 протестантів і 69 осіб православного віросповідання.
В 1901 році населення села складало 567 осіб (283 особи чоловічої статі та 284 — жіночої). Зменшення чисельності пов’язано з переїздами німців у інші колонії.
Шосейна дорога-бруківка, яка проходила через хутір Вишнівський, з’єднувала село Городок з селом Білі Вежі, де знаходилася лютеранська кірха.
У 1923 році була проведена територіальна реформа, за якою село ввійшло до Біло-Вежської сільради з центром у селі Білі Вежі і знаходилося у складі Парафіївського району Конотопської округи. Станом на 1924 рік у селі проживало 582 особи, налічувалось 119 дворових господарств.
З літа 1929 року розпочалася колективізація селянських господарств. На масові протести німецьких селян проти примусової колективізації влада відповіла репресіями, частину жителів Городка об’явили куркулями і розкуркулили. Куркулів другої категорії депортували, переважно до Казахстану, а також на Урал і в Киргизію. Прізвища депортованих частково встановлено за списками мобілізованих у Трудармію в 1942 році  та з відомостей про політичні репресії 1937-1938 років на нових місцях проживання . Всього знайдено 15 членів родин. Середня чисельність німецької сім’ї складала 5-6 осіб, тож кількість депортованих приблизно дорівнювала 75-90 осіб, дані орієнтовні.
Після створення в 1932 році Чернігівської області село ввійшло до складу Дмитрівського району.
Голодомор 1932-1933 років не обминув і село Городок. Селян, які записалися до колгоспу, годували в їдальні. В гіршому становищі були так звані куркулі третьої категорії, у яких відібрали засоби виробництва та худобу, але залишили в селі. Відомостей про померлих немає, оскільки списки складалися за свідченнями очевидців, а німців на той період у селі уже не було.
Під час сталінських репресій 1937-1938 років були засуджені до розстрілу 8 жителів села, ще 4 особи отримали 7-10 років концтаборів.
На мапі Вермахту 1929-1940 років та на мапі України 1933 року село позначено як Німецький городок.
У 1941 році в селі налічувалося 98 дворів, працювало 4 вітряні млини, діяла кузня. В селі була одна пряма вулиця, яку приблизно посередині перетинала річка Остер, та короткий провулок в кінці села. Діяли хата-читальня і початкова чотирикласна школа.
23 червня 1941 року були заарештовані та відправлені в Кустанайську в’язницю 4 жителі села.
В серпні 1941 року частина жителів Городка була мобілізована в робочі колони,  разом із жителями українських сіл вони копали окопи, протитанкові рови та будували інші укріплення на західному напрямку.
Наприкінці серпня 1941 року вийшло розпорядження більшовицької влади про депортацію німців у східні райони країни. Але Чернігівський відділ НКВС не встиг виконати це розпорядження, оскільки 9 вересня Чернігів був захоплений німцями. Німецькі війська захопили село Городок 14 вересня 1941 року.
Жителі села, які в той період перебували на схід від місця проживання, були депортовані, а чоловіків мобілізували в Трудармію. Зокрема, в Омутинський район Тюменської області відправили на поселення три сім’ї Луфтів (14 осіб) , які в серпні 1941 року супроводжували колгоспну худобу до  м. Перм. Зиму 1942 року родини провели в землянках, викопаних у тайзі, оскільки в селі  Красноярська ферма  їх не прийняли.
Під час окупації жителі села підпорядковувалися Роменському ортскоменданту і бургомістру Роменського гебіту. Люди добилися відновлення індивідуальних селянських господарств, хоча окупаційна влада наполягала на створенні сільської общини на зразок колгоспу.
З серпня 1943 року почалася широкомасштабна евакуація етнічних німців з території Рейхскомісаріату Україна до Німеччини. З наближенням фронту у кінці серпня – на початку вересня 1943 року жителі Городка разом з німцями з інших лютеранських сіл (Білі Вежі № 2, Кальчинівка, Рундевізія) попрямували своїм ходом на підводах на захід. Тих, хто не хотів переїжджати, вивозили примусово.
При відступі німецьких військ село було частково зруйноване окупантами.
У березні 1944 року біженці були розміщені в районі Вартегау в Західній Польщі, а в січні 1945 року втекли далі на захід. В окупованій Німеччині частина жителів Городка була виявлена розшуковими командами НКВС, інших жителів видали НКВС в американській і англійській зонах окупації. Вони були депортовані, переважно, у Кіровську та Вологодську області Росії, а іншим вдалося втекти.
Село Городок визволили 13 вересня 1943 року бійці 4-ї гвардійської повітряно-десантної дивізії 18-го гвардійського стрілецького корпусу 60-ї армії.
Німців, які ще проживали в селі, депортували, залишилися лише українці. Їх доповнили переселенцями, село було відновлене.
До 1954 року в селі Городок Городківської сільської ради діяв колгосп ім. Тельмана , а пізніше село підпорядкували Рубанській сільській раді з центром у селі Рубанка Дмитрівського району.
Чисельність населення поступово зменшувалась, в 1970-х роках село було зняте з обліку. Зараз у Городку навіть хат не залишилося.